# 蘇瑪雅·賓特·哈桑公主
蘇瑪雅·賓特·哈桑（1971年5月14日—）是约旦哈桑王子和他來自巴基斯坦的王妃的二女兒。根據家譜，公主是伊斯蘭教先知穆罕默德的後裔之一。

## 生平
蘇瑪雅公主出生于安曼。公主在完成小學課程後留學英國並最終在倫敦大學的科陶德藝術學院的畢業，獲得美術史的學士學位。
公主熱心參與有關科學、電子技術及考古學的事務，她在不同相關組織擔任要務，如約旦皇家科學學會（Royal Scientific Society）及蘇瑪雅公主科技大學（Princess Sumaya University for Technology）等等。
她的前任丈夫是約旦的外交部部長納賽爾·朱達（Nasser Judeh），兩人在2007年離婚。他們育有四名孩子。